# Letter from Home
Letter from Home es un álbum de Pat Metheny Group, publicado en 1989 por el sello Geffen Records. Retoma el estilo de su álbum anterior Still Life (Talking) donde Metheny incorpora elementos de la música brasileña en el Jazz.

## Lista de temas
| N.º | Título                                        | Duración |  |
| 1.  | «Have You Heard»                              | 6:25     |  |
| 2.  | «Every Summer Night»                          | 7:13     |  |
| 3.  | «Better Days Ahead»                           | 3:02     |  |
| 4.  | «Spring Ain't Here»                           | 6:55     |  |
| 5.  | «45/8» (Metheny, Lyle Mays)                   | 0:56     |  |
| 6.  | «5-5-7» (Metheny, Mays)                       | 7:54     |  |
| 7.  | «Beat 70» (Metheny, Mays)                     | 4:53     |  |
| 8.  | «Dream of the Return» (Letra por Pedro Aznar) | 5:25     |  |
| 9.  | «Are We There Yet» (Mays)                     | 7:55     |  |
| 10. | «Vidala» (Aznar)                              | 3:04     |  |
| 11. | «Slip Away»                                   | 5:24     |  |
| 12. | «Letter from Home»                            | 2:33     |  |

- "Every Summer Night" está dedicado al Montreal International Jazz Festival.
- "Spring Ain't Here" está dedicado e inspirado por Stanley Turrentine.
- "Vidala" es un canto folklórico ancestral del norte argentino, más precisamente de Cerro Negro, provincia de Catamarca, compilado y cantado un año antes por la musicóloga y antropóloga Leda Valladares, interpretado y adaptado al idioma inglés por Pedro Aznar.

## Personal
- Pat Metheny - Guitarras eléctricas y acústicas, tiple, guitarra sintetizada, synclavier
- Lyle Mays - Piano, órgano, teclados, acordeón, trompeta, synclavier
- Steve Rodby – Bajo eléctrico y acústico
- Paul Wertico – Batería, caja, percusión adicional
- Pedro Aznar – Voz, guitarra acústica, marimba, saxo tenor, charango, melódica, flauta de pan, percusión adicional
- Armando Marçal – Percusión

El álbum fue grabado en The Power Station, Nueva York, en la primavera de 1989.

## Premios
Premios Grammy
| Año  | Ganador           | Categoría                        |
| ---- | ----------------- | -------------------------------- |
| 1990 | Pat Metheny Group | Mejor performance de Jazz Fusion |